# 勇氣100%／直到世界大同
《勇氣100%／直到世界大同》（日语：勇気100%/世界がひとつになるまで）是日本偶像團體Ya-Ya-yah推出的首張單曲，於2002年5月15日在日本由波麗佳音公開發行。

## 簡介
當時參與這張單曲錄製的Ya-Ya-yah成員包括：薮宏太、赤間直哉、鮎川太陽、山下翔央和星野正樹，其平均年齡為11.5歲。
這張單曲為雙A面單曲。

## 收錄曲目
1. 
  - 作詞：松井五郎；作曲：馬飼野康二
  - NHK教育頻道動畫片《忍者亂太郎》主題曲，原唱者為光GENJI。
2. 
  - 作詞：松井五郎；作曲：馬飼野康二
  - NHK教育頻道動畫片《忍者亂太郎》片尾曲。
3. （卡拉OK伴奏版）
4. （卡拉OK伴奏版）